# ريك أوينز
ريك أوينز (بالإنجليزية: Rick Owens)‏ هو مصمم أزياء أمريكي، ولد في 18 نوفمبر 1962 في بورتيرفيل في الولايات المتحدة.

## وصلات خارجية
- ريك أوينز على موقع ميوزك برينز (الإنجليزية)